# Кернили
Кернили (фр. Kernilis) насеље је и општина у Француској у региону Бретања, у департману Финистер.
По подацима из 2011. године у општини је живело 1388 становника, а густина насељености је износила 137,02 становника/km².

## Демографија
| 1962. | 1968. | 1975. | 1982. | 1990. | 2011. |
| ----- | ----- | ----- | ----- | ----- | ----- |
| 838   | 771   | 780   | 905   | 1.016 | 1.388 |